# Terence Davies
Pour les articles homonymes, voir Davies et Terry Davies.
Terence Davies, né le 10 novembre 1945 à Liverpool (Angleterre) et mort le 7 octobre 2023 à Mistley (Angleterre), est un scénariste et réalisateur britannique. Plus secondairement, il est aussi l'auteur d'un roman.
Comme réalisateur, Davies est connu pour la récurrence des thèmes de souffrance émotionnelle ou physique. Il réfléchit sur l'influence de la mémoire dans la vie de tous les jours et sur les effets de la religiosité dogmatique sur la vie émotionnelle des personnes et des sociétés. Seul scénariste de tous ses films, Davies compose ses films comme des symphonies avec des structures symétriques[réf. souhaitée].

## Biographie
Terence Davies est né à Liverpool de parents ouvriers et catholiques, il est le dernier de dix enfants dont sept ont survécu. Après avoir quitté l'école à seize ans, il travaille pendant dix ans dans un bureau d'affaires maritimes comme aide comptable.
Il quitte alors Liverpool pour entrer à la Coventry Drama School. C'est là qu'il écrit le scénario de son premier moyen-métrage autobiographique, Children (1976), produit par le BFI Production Fund. Après cette introduction à la réalisation, Davies entre à la National Film School, il complète par Madonna and Child (1980), une suite de l'histoire de son alter-ego, Robert Tucker, à propos de ses années de comptable à Liverpool. Trois ans plus tard, il achève la trilogie avec Death and Transfiguration (1983), dans lequel il imagine les circonstances de sa mort. Ces films sont présentés ensemble dans des festivals en Europe et aux États-Unis sous le nom de The Terence Davies Trilogy, où ils sont récompensés par de nombreux prix.
À cause des difficultés pour financer ses films et son refus de tout compromis, les productions de Davies paraissent sporadiques avec seulement quatre films depuis sa Trilogie. Les deux premiers, Distant Voices, Still Lives, qui remporte le Léopard d'or au Locarno Festival 1988, et The Long Day Closes, sont des films encore autobiographiques qui se déroulent dans les années 1940 et 1950 à Liverpool ; les deux films suivants, The Neon Bible et Chez les heureux du monde (The House of Mirth), sont des adaptations de romans signés respectivement par John Kennedy Toole et Edith Wharton.
Il a réalisé une pièce radiophonique A Walk To The Paradise Gardens, diffusée sur la BBC Radio 3 en 2001.
En 2003, The Guardian le classe 10e dans la liste des 40 meilleurs réalisateurs contemporains.
Il prépare une cinquième œuvre, Sunset Song (Le Chant du crépuscule), qui est une adaptation du roman de Lewis Grassic Gibbon, mais le projet est bloqué en 2005. Les fonds nécessaires lui sont refusés par la BBC, Channel 4 et le UK Film Council. Davies avait retenu Kirsten Dunst pour le rôle principal de ce projet.
En 2008, il réalise un film documentaire sur Liverpool, Of Time and the City. Présenté hors compétition au festival de Cannes 2008, le film reçoit un très bon accueil de la part des critiques.
En 2011, après plus d'une décennie, il revient au long métrage de fiction avec The Deep Blue Sea, une adaptation de la pièce éponyme de Terence Rattigan, créée en 1952 et connue en français sous le titre Bonne fête, Esther.
En 2015, il réalise Sunset Song, d'après le roman éponyme de Lewis Grassic Gibbon paru en 1932, film qui est sélectionné en compétition officielle au Festival international du film de Saint-Sébastien 2015. L'année suivante sort A Quiet Passion, un film biographique sur la poétesse américaine Emily Dickinson, sélectionné en compétition officielle à la Berlinale 2016, et dont Terence Davies signe à la fois la réalisation et le scénario original.
Terence Davies meurt le 7 octobre 2023 des suites d'une courte maladie à Mistley (Angleterre),, à l'âge de 77 ans.

## Filmographie
Terence Davies est à la fois réalisateur et scénariste pour tous ses films.
- 1976 : Children (moyen métrage)
- 1980 : Madonna and Child (moyen métrage)
- 1983 : Death and Transfiguration (moyen métrage)
- 1984 : The Terence Davies Trilogy (réunion des trois moyens métrages précédents)
- 1988 : Distant Voices, Still Lives
- 1991 : Une longue journée qui s'achève (The Long Day Closes)
- 1996 : La Bible de néon (The Neon Bible)
- 2000 : Chez les heureux du monde (The House of Mirth)
- 2008 : Of Time and the City (documentaire)
- 2011 : The Deep Blue Sea
- 2015 : Sunset Song
- 2016 : Emily Dickinson, a Quiet Passion (A Quiet Passion)
- 2021 : But Why? (court métrage) - également narrateur
- 2021 : Les Carnets de Siegfried (Benediction)
- 2023 : Passing Time (court métrage) - également narrateur

## Publications
- Hallelujah Now, roman en trois volets[réf. nécessaire], éditions Brilliance Books, Londres, 1984
- A Modest Pageant, édition de cinq scénarios écrits par Terence Davies, éditions Faber and Faber, 1992

## Distinctions

### Récompenses
- Festival de Cannes 1988 : prix FIPRESCI pour Distant Voices, Still Lives
- Festival international du film de Locarno 1988 : Léopard d'or pour Distant Voices, Still Lives
- British Film Institute Fellowship (en) en 2007
- Festival international du film de Saint-Sébastien 2021 : meilleur scénario pour Les Carnets de Siegfried

### Nominations
- Prix du cinéma européen 1988 : meilleur film et meilleur réalisateur pour Distant Voices, Still Lives
- BAFA Awards 2001 : meilleur film britannique pour Chez les heureux du monde

### Sélections en compétition
- Festival de Cannes 1988 : sélection Quinzaine des réalisateurs pour Distant Voices, Still Lives
- Festival de Cannes 1992 : en compétition pour la Palme d'or pour Une longue journée qui s'achève
- Festival de Cannes 1995 : en compétition pour la Palme d'or pour La Bible de néon